# 沙陶
沙陶，是匈牙利包尔绍德-奥包乌伊-曾普伦州所辖的一个村。总面积16.51平方公里，总人口1089，人口密度66.0人/平方公里（2011年1月1日）。